# Сульфат димагния-дикалия
Сульфат димагния-дикалия — неорганическое соединение,
комплексная соль калия, магния и серной кислоты с формулой K2Mg2(SO4)3,
бесцветные кристаллы,
не растворяется в воде.

## Получение
- В природе встречается минерал лангбейнит — K2Mg2(SO4)3 с примесями [1].

- Диффузия в геле растворов сульфатов калия и магния:

{\displaystyle {\mathsf {K_{2}SO_{4}+2MgSO_{4}\ {\xrightarrow {80^{o}C}}\ K_{2}Mg_{2}(SO_{4})_{3}}}}

## Физические свойства
Сульфат димагния-дикалия образует кристаллы
кубической сингонии,
пространственная группа P 213,
параметры ячейки a = 0,998 нм, Z = 4.
Не растворяется в воде.
Кристаллы, легированные редкоземельными металлами, являются термо- и фотолюминофорами.